# La Calahorra
La Calahorra – miasto w Hiszpanii, we wspólnocie autonomicznej Andaluzja, w prowincji Grenada.
W miejscowości znajduje się zamek zbudowany w latach 1509–1513, z zewnątrz wyglądający na surową twierdzę, wewnątrz zaskakujący stylem plateresk połączonym z włoskim renesansem.